# Серони (Трапани)
Серони је насеље у Италији у округу Трапани, региону Сицилија.
Према процени из 2011. у насељу је живело 69 становника. Насеље се налази на надморској висини од 50 м.